# Primera División de Andorra 1998-99

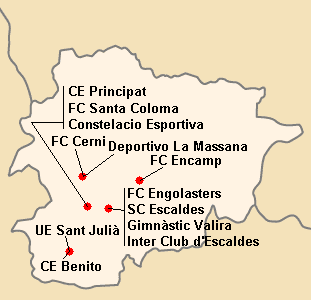
Ubicación de los clubs participantes

La Primera División de Andorra 1998-99 (oficialmente y en catalán: Primera Divisió de Andorra 1998-99) fue la 4ta edición del campeonato de la máxima categoría de fútbol del Principado de Andorra. Estuvo organizada por la Federación Andorrana de Fútbol y fue disputada por 12 equipos. Comenzó el 4 de octubre de 1998 y finalizó el 31 de mayo de 1999.
Principat se alzó con el título a dos fechas del cierre del certamen después de vencer fuera de casa a FC Santa Coloma por 2-0, y se transformó así en el primer tricampeón en la historia de la Primera División andorrana. Como novedad, se instauró el sistema de ascensos y descensos, producto del establecimiento de una segunda división que comenzaría a jugarse desde la temporada 1999-2000. Por este motivo, los cuatro últimos clasificados, que fueron Francfurt Cerni, Engolasters, Deportivo La Massana y Gimnàstic Valira, perdieron la categoría.

## Relegaciones y admisiones
| Pos. | Relegado de 1.ª División |
| ---- | ------------------------ |
| 10.º | Veterans d'Andorra       |

| N.º | Admitidos               |
| --- | ----------------------- |
| 1   | Constel·lació Esportiva |
| 2   | Francfurt Cerni         |

## Sistema de competición
El campeonato constó de una sola fase, en la que los doce equipos se enfrentaron entre sí bajo el sistema de todos contra todos a dos ruedas, completando un total de 22 fechas. El equipo con mayor cantidad puntos al final de la temporada se consagró campeón y accedió a la ronda previa de la Copa de la UEFA 1999-2000. Por otro lado, los últimos cuatro clasificados descendieron directamente a la Segunda División.
Las clasificación se estableció a partir de los puntos obtenidos en cada encuentro, otorgando tres por partido ganado, uno por empatado y ninguno en caso de derrota. En caso de igualdad de puntos entre dos o más equipos, se aplicaron, en el mencionado orden, los siguientes criterios de desempate:
1. Mayor cantidad de puntos en los partidos entre los equipos implicados;
2. Mejor diferencia de goles en los partidos entre los equipos implicados;
3. Mayor cantidad de goles a favor en los partidos entre los equipos implicados;
4. Mejor diferencia de goles en toda la temporada;
5. Mayor cantidad de goles a favor en toda la temporada.

## Equipos participantes
| Equipo                   | Ciudad                  |
| ------------------------ | ----------------------- |
| Benito                   | San Julián de Loria     |
| Constel·lació Esportiva  | Andorra la Vieja        |
| Deportivo La Massana     | La Massana              |
| Encamp                   | Encamp                  |
| Engolasters              | Las Escaldas-Engordany  |
| Francfurt Cerni          | La Massana              |
| Gimnàstic Valira         | Las Escaldas-Engordany  |
| Inter Club d'Escaldes    | Las Escaldas-Engordany  |
| Principat                | San Julián de Loria     |
| Sant Julià               | San Julián de Loria     |
| FC Santa Coloma          | Santa Coloma de Andorra |
| Sporting Club d'Escaldes | Las Escaldas-Engordany  |

| \| Parroquia \| N.º \| Equipos \| \| ---------------------- \| --- \| ------------------------------------------------------------------------------ \| \| Las Escaldas-Engordany \| 4 \| Engolasters; Gimnàstic Valira; Inter Club d'Escaldes; Sporting Club d'Escaldes \| \| San Julián de Loria \| 3 \| Benito; Principat; Sant Julià \| \| Andorra la Vieja \| 2 \| Constel·lació Esportiva; FC Santa Coloma \| \| La Massana \| 2 \| Deportivo La Massana; Francfurt Cerni \| \| Encamp \| 1 \| Encamp \| |     |                                                                                |
| Parroquia | N.º | Equipos                                                                        |
| Las Escaldas-Engordany | 4   | Engolasters; Gimnàstic Valira; Inter Club d'Escaldes; Sporting Club d'Escaldes |
| San Julián de Loria | 3   | Benito; Principat; Sant Julià                                                  |
| Andorra la Vieja | 2   | Constel·lació Esportiva; FC Santa Coloma                                       |
| La Massana | 2   | Deportivo La Massana; Francfurt Cerni                                          |
| Encamp | 1   | Encamp                                                                         |

## Clasificación
|  |     | Equipos                  | PJ | PG | PE | PP | GF  | GC | Dif  | Pts |
|  | --- | ------------------------ | -- | -- | -- | -- | --- | -- | ---- | --- |
|  | 1.  | Principat (C)            | 22 | 20 | 2  | 0  | 110 | 10 | +100 | 62  |
|  | 2.  | FC Santa Coloma          | 22 | 17 | 3  | 2  | 64  | 19 | +45  | 54  |
|  | 3.  | Encamp                   | 22 | 13 | 4  | 5  | 62  | 30 | +32  | 43  |
|  | 4.  | Inter Club d'Escaldes    | 22 | 12 | 5  | 5  | 46  | 22 | +24  | 41  |
|  | 5.  | Constel·lació Esportiva  | 22 | 11 | 2  | 9  | 52  | 32 | +20  | 35  |
|  | 6.  | Sant Julià               | 22 | 10 | 5  | 7  | 50  | 42 | +8   | 35  |
|  | 7.  | Benito                   | 22 | 9  | 4  | 9  | 33  | 29 | +4   | 31  |
|  | 8.  | Sporting Club d'Escaldes | 22 | 7  | 5  | 10 | 29  | 44 | -15  | 26  |
|  | 9.  | Francfurt Cerni (D)      | 22 | 5  | 1  | 16 | 23  | 83 | -60  | 16  |
|  | 10. | Engolasters (D)          | 22 | 4  | 5  | 13 | 24  | 49 | -25  | 14  |
|  | 11. | Deportivo La Massana (D) | 22 | 3  | 2  | 17 | 22  | 82 | -60  | 11  |
|  | 12. | Gimnàstic Valira (D)     | 22 | 1  | 2  | 19 | 23  | 96 | -73  | 5   |

| 1. |

|  | Clasificado para la ronda previa de la Copa de la UEFA 1999-2000. |
|  | Descendido a la Segona Divisió.                                   |

| (C) Campeón    |
| (D) Descendido |

### Evolución de la clasificación
| Jornada / Equipo         | 1  | 2  | 3  | 4  | 5  | 6  | 7  | 8  | 9  | 10 | 11 | 12 | 13 | 14 | 15 | 16 | 17 | 18 | 19 | 20 | 21 | 22 |
| Jornada / Equipo         |    |    |    |    |    |    |    |    |    |    |    |    |    |    |    |    |    |    |    |    |    |    |
| ------------------------ | -- | -- | -- | -- | -- | -- | -- | -- | -- | -- | -- | -- | -- | -- | -- | -- | -- | -- | -- | -- | -- | -- |
| Principat                | 1  | 1  | 1  | 1  | 1  | 1  | 1  | 1  | 1  | 1  | 1  | 1  | 1  | 1  | 1  | 1  | 1  | 1  | 1  | 1  | 1  | 1  |
| FC Santa Coloma          | 2  | 2  | 2  | 2  | 2  | 2  | 2  | 3  | 3  | 3  | 3  | 2  | 2  | 2  | 2  | 2  | 2  | 2  | 2  | 2  | 2  | 2  |
| Encamp                   | 4  | 3  | 4  | 3  | 3  | 4  | 4  | 4  | 2  | 2  | 2  | 3  | 3  | 3  | 3  | 3  | 3  | 3  | 3  | 3  | 3  | 3  |
| Inter Club d'Escaldes    | 3  | 4  | 3  | 4  | 4  | 3  | 3  | 2  | 4  | 4  | 4  | 4  | 4  | 4  | 4  | 4  | 4  | 4  | 4  | 4  | 4  | 4  |
| Constel·lació Esportiva  | 8  | 6  | 7  | 7  | 7  | 7  | 7  | 7  | 7  | 6  | 5  | 5  | 5  | 6  | 5  | 6  | 7  | 6  | 6  | 6  | 7  | 5  |
| Sant Julià               | 6  | 8  | 8  | 9  | 8  | 9  | 8  | 8  | 8  | 9  | 9  | 9  | 9  | 9  | 8  | 8  | 8  | 8  | 7  | 7  | 5  | 6  |
| Benito                   | 5  | 7  | 6  | 5  | 5  | 5  | 5  | 5  | 5  | 5  | 7  | 7  | 7  | 7  | 6  | 7  | 6  | 5  | 5  | 5  | 6  | 7  |
| Sporting Club d'Escaldes | 6  | 5  | 5  | 6  | 6  | 6  | 6  | 6  | 6  | 7  | 6  | 6  | 6  | 5  | 7  | 5  | 5  | 7  | 8  | 8  | 8  | 8  |
| Francfurt Cerni          | 11 | 10 | 10 | 10 | 11 | 11 | 12 | 12 | 12 | 12 | 12 | 12 | 12 | 11 | 11 | 11 | 11 | 11 | 11 | 11 | 10 | 9  |
| Engolasters              | 9  | 9  | 9  | 8  | 9  | 8  | 9  | 9  | 9  | 8  | 8  | 8  | 8  | 8  | 9  | 9  | 9  | 9  | 9  | 9  | 9  | 10 |
| Deportivo La Massana     | 10 | 12 | 12 | 11 | 12 | 12 | 10 | 10 | 10 | 10 | 10 | 10 | 10 | 10 | 10 | 10 | 10 | 10 | 10 | 10 | 11 | 11 |
| Gimnàstic Valira         | 12 | 11 | 11 | 11 | 10 | 10 | 11 | 11 | 11 | 11 | 11 | 11 | 11 | 12 | 12 | 12 | 12 | 12 | 12 | 12 | 12 | 12 |

| 1. 2. 3. 4. 5. |

## Resultados

### Primera vuelta
| Engolasters             | 0 - 2  | Benito                   |  | 4 de octubre  |
| Constel·lació Esportiva | 1 - 3  | Encamp                   |  | 4 de octubre  |
| Sant Julià              | 0 - 0  | Sporting Club d'Escaldes |  | 4 de octubre  |
| Gimnàstic Valira        | 0 - 11 | Principat                |  | 4 de octubre  |
| Deportivo La Massana    | 1 - 5  | Inter Club d'Escaldes    |  | 4 de octubre  |
| FC Santa Coloma         | 6 - 0  | Francfurt Cerni          |  | 12 de octubre |

| Benito                   | 1 - 3  | Constel·lació Esportiva |  | 18 de octubre |
| Engolasters              | 0 - 3  | FC Santa Coloma         |  | 18 de octubre |
| Encamp                   | 5 - 1  | Gimnàstic Valira        |  | 18 de octubre |
| Inter Club d'Escaldes    | 1 - 0  | Sant Julià              |  | 18 de octubre |
| Sporting Club d'Escaldes | 3 - 1  | Francfurt Cerni         |  | 18 de octubre |
| Principat                | 16 - 0 | Deportivo La Massana    |  | 19 de octubre |

| Francfurt Cerni         | 0 - 5 | Inter Club d'Escaldes    |  | 25 de octubre |
| Gimnàstic Valira        | 0 - 2 | Benito                   |  | 25 de octubre |
| Constel·lació Esportiva | 0 - 2 | FC Santa Coloma          |  | 25 de octubre |
| Deportivo La Massana    | 1 - 4 | Encamp                   |  | 25 de octubre |
| Engolasters             | 0 - 3 | Sporting Club d'Escaldes |  | 25 de octubre |
| Principat               | 5 - 0 | Sant Julià               |  | 26 de octubre |

| Francfurt Cerni          | 0 - 9  | Principat               |  | 1 de noviembre |
| Benito                   | 3 - 0  | Deportivo La Massana    |  | 1 de noviembre |
| Sporting Club d'Escaldes | 1 - 3  | Constel·lació Esportiva |  | 1 de noviembre |
| Inter Club d'Escaldes    | 0 - 0  | Engolasters             |  | 1 de noviembre |
| Encamp                   | 5 - 2  | Sant Julià              |  | 1 de noviembre |
| FC Santa Coloma          | 10 - 1 | Gimnàstic Valira        |  | 2 de noviembre |

| Deportivo La Massana    | 0 - 2 | FC Santa Coloma          |  | 8 de noviembre |
| Francfurt Cerni         | 1 - 5 | Encamp                   |  | 8 de noviembre |
| Constel·lació Esportiva | 2 - 3 | Inter Club d'Escaldes    |  | 8 de noviembre |
| Sant Julià              | 1 - 1 | Benito                   |  | 8 de noviembre |
| Gimnàstic Valira        | 2 - 2 | Sporting Club d'Escaldes |  | 8 de noviembre |
| Principat               | 4 - 0 | Engolasters              |  | 8 de noviembre |

| Inter Club d'Escaldes    | 4 - 1 | Gimnàstic Valira     |  | 22 de noviembre |
| Constel·lació Esportiva  | 0 - 3 | Principat            |  | 22 de noviembre |
| Sporting Club d'Escaldes | 4 - 1 | Deportivo La Massana |  | 22 de noviembre |
| Encamp                   | 0 - 2 | Engolasters          |  | 22 de noviembre |
| Benito                   | 4 - 0 | Francfurt Cerni      |  | 22 de noviembre |
| FC Santa Coloma          | 5 - 1 | Sant Julià           |  | 23 de noviembre |

| Francfurt Cerni       | 0 - 4 | Sant Julià               |  | 29 de noviembre |
| Benito                | 1 - 1 | Encamp                   |  | 29 de noviembre |
| FC Santa Coloma       | 2 - 2 | Sporting Club d'Escaldes |  | 30 de noviembre |
| Gimnàstic Valira      | 0 - 4 | Deportivo La Massana     |  | 3 de febrero    |
| Inter Club d'Escaldes | 0 - 0 | Principat                |  | 3 de febrero    |
| Engolasters           | 0 - 2 | Constel·lació Esportiva  |  | 27 de mayo      |

| Constel·lació Esportiva | 6 - 0 | Francfurt Cerni          |  | 7 de febrero |
| Inter Club d'Escaldes   | 2 - 0 | Benito                   |  | 7 de febrero |
| Sant Julià              | 3 - 0 | Gimnàstic Valira         |  | 7 de febrero |
| Encamp                  | 3 - 1 | FC Santa Coloma          |  | 7 de febrero |
| Deportivo La Massana    | 0 - 3 | Engolasters              |  | 7 de febrero |
| Principat               | 1 - 0 | Sporting Club d'Escaldes |  | 8 de febrero |

| Deportivo La Massana  | 0 - 6 | Constel·lació Esportiva  |  | 14 de febrero |
| Gimnàstic Valira      | 3 - 3 | Francfurt Cerni          |  | 14 de febrero |
| Engolasters           | 1 - 1 | Sant Julià               |  | 14 de febrero |
| Benito                | 0 - 0 | Sporting Club d'Escaldes |  | 14 de febrero |
| Inter Club d'Escaldes | 1 - 2 | Encamp                   |  | 14 de febrero |
| Principat             | 0 - 0 | FC Santa Coloma          |  | 15 de febrero |

| Engolasters              | 4 - 1 | Gimnàstic Valira        |  | 21 de febrero |
| Sporting Club d'Escaldes | 0 - 1 | Encamp                  |  | 21 de febrero |
| Sant Julià               | 1 - 1 | Constel·lació Esportiva |  | 21 de febrero |
| Benito                   | 1 - 4 | Principat               |  | 21 de febrero |
| FC Santa Coloma          | 1 - 1 | Inter Club d'Escaldes   |  | 22 de febrero |
| Francfurt Cerni          | 0 - 2 | Deportivo La Massana    |  | 3 de marzo    |

| Francfurt Cerni          | 2 - 5 | Engolasters           |  | 28 de febrero |
| Deportivo La Massana     | 1 - 3 | Sant Julià            |  | 28 de febrero |
| Sporting Club d'Escaldes | 1 - 0 | Inter Club d'Escaldes |  | 28 de febrero |
| Encamp                   | 0 - 1 | Principat             |  | 28 de febrero |
| Constel·lació Esportiva  | 6 - 1 | Gimnàstic Valira      |  | 28 de febrero |
| FC Santa Coloma          | 4 - 1 | Benito                |  | 1 de marzo    |

### Segunda vuelta
| Inter Club d'Escaldes    | 3 - 1  | Deportivo La Massana    |  | 7 de marzo |
| Benito                   | 0 - 0  | Engolasters             |  | 7 de marzo |
| Francfurt Cerni          | 0 - 1  | FC Santa Coloma         |  | 7 de marzo |
| Principat                | 10 - 1 | Gimnàstic Valira        |  | 8 de marzo |
| Sporting Club d'Escaldes | 1 - 2  | Sant Julià              |  | 4 de abril |
| Encamp                   | 3 - 1  | Constel·lació Esportiva |  | 5 de mayo  |

| Deportivo La Massana    | 0 - 10 | Principat                |  | 14 de marzo |
| Francfurt Cerni         | 1 - 2  | Sporting Club d'Escaldes |  | 14 de marzo |
| Constel·lació Esportiva | 1 - 0  | Benito                   |  | 14 de marzo |
| Gimnàstic Valira        | 1 - 6  | Encamp                   |  | 14 de marzo |
| Sant Julià              | 0 - 4  | Inter Club d'Escaldes    |  | 14 de marzo |
| FC Santa Coloma         | 3 - 2  | Engolasters              |  | 15 de marzo |

| Sporting Club d'Escaldes | 4 - 2 | Engolasters             |  | 21 de marzo |
| Encamp                   | 3 - 0 | Deportivo La Massana    |  | 21 de marzo |
| Sant Julià               | 2 - 5 | Principat               |  | 21 de marzo |
| Inter Club d'Escaldes    | 2 - 3 | Francfurt Cerni         |  | 21 de marzo |
| Benito                   | 2 - 0 | Gimnàstic Valira        |  | 21 de marzo |
| FC Santa Coloma          | 2 - 1 | Constel·lació Esportiva |  | 22 de marzo |

| Gimnàstic Valira        | 0 - 2 | FC Santa Coloma          |  | 11 de abril |
| Engolasters             | 1 - 3 | Inter Club d'Escaldes    |  | 11 de abril |
| Deportivo La Massana    | 0 - 2 | Benito                   |  | 11 de abril |
| Constel·lació Esportiva | 5 - 0 | Sporting Club d'Escaldes |  | 11 de abril |
| Sant Julià              | 4 - 4 | Encamp                   |  | 11 de abril |
| Principat               | 4 - 0 | Francfurt Cerni          |  | 12 de abril |

| Benito                   | 1 - 3 | Sant Julià              |  | 18 de abril |
| Sporting Club d'Escaldes | 2 - 1 | Gimnàstic Valira        |  | 18 de abril |
| Encamp                   | 9 - 0 | Francfurt Cerni         |  | 18 de abril |
| Inter Club d'Escaldes    | 0 - 0 | Constel·lació Esportiva |  | 18 de abril |
| Engolasters              | 1 - 4 | Principat               |  | 18 de abril |
| FC Santa Coloma          | 5 - 1 | Deportivo La Massana    |  | 5 de mayo   |

| Engolasters          | 1 - 1 | Encamp                   |  | 25 de abril |
| Sant Julià           | 0 - 3 | FC Santa Coloma          |  | 25 de abril |
| Gimnàstic Valira     | 1 - 3 | Inter Club d'Escaldes    |  | 25 de abril |
| Deportivo La Massana | 2 - 2 | Sporting Club d'Escaldes |  | 25 de abril |
| Francfurt Cerni      | 0 - 2 | Benito                   |  | 25 de abril |
| Principat            | 3 - 0 | Constel·lació Esportiva  |  | 26 de abril |

| Deportivo La Massana     | 5 - 1 | Gimnàstic Valira      |  | 2 de mayo |
| Sant Julià               | 6 - 1 | Francfurt Cerni       |  | 2 de mayo |
| Encamp                   | 1 - 2 | Benito                |  | 2 de mayo |
| Constel·lació Esportiva  | 4 - 0 | Engolasters           |  | 2 de mayo |
| Sporting Club d'Escaldes | 0 - 4 | FC Santa Coloma       |  | 2 de mayo |
| Principat                | 4 - 1 | Inter Club d'Escaldes |  | 3 de mayo |

| Gimnàstic Valira         | 0 - 3 | Sant Julià              |  | 9 de mayo  |
| Sporting Club d'Escaldes | 1 - 6 | Principat               |  | 9 de mayo  |
| Engolasters              | 0 - 0 | Deportivo La Massana    |  | 9 de mayo  |
| Francfurt Cerni          | 3 - 2 | Constel·lació Esportiva |  | 9 de mayo  |
| Benito                   | 1 - 2 | Inter Club d'Escaldes   |  | 9 de mayo  |
| FC Santa Coloma          | 3 - 1 | Encamp                  |  | 10 de mayo |

| Encamp                   | 1 - 1 | Inter Club d'Escaldes |  | 16 de mayo |
| Sant Julià               | 6 - 1 | Engolasters           |  | 16 de mayo |
| Francfurt Cerni          | 3 - 2 | Gimnàstic Valira      |  | 16 de mayo |
| Sporting Club d'Escaldes | 1 - 3 | Benito                |  | 16 de mayo |
| Constel·lació Esportiva  | 2 - 1 | Deportivo La Massana  |  | 16 de mayo |
| FC Santa Coloma          | 0 - 2 | Principat (C)         |  | 17 de mayo |

| Constel·lació Esportiva | 1 - 2 | Sant Julià               |  | 23 de mayo |
| Inter Club d'Escaldes   | 1 - 2 | FC Santa Coloma          |  | 23 de mayo |
| Deportivo La Massana    | 1 - 2 | Francfurt Cerni          |  | 23 de mayo |
| Gimnàstic Valira        | 3 - 1 | Engolasters              |  | 23 de mayo |
| Principat               | 3 - 2 | Benito                   |  | 24 de mayo |
| Encamp                  | 3 - 0 | Sporting Club d'Escaldes |  | 27 de mayo |

| Inter Club d'Escaldes | 4 - 0 | Sporting Club d'Escaldes |  | 30 de mayo |
| Gimnàstic Valira      | 3 - 5 | Constel·lació Esportiva  |  | 30 de mayo |
| Engolasters           | 0 - 3 | Francfurt Cerni          |  | 30 de mayo |
| Sant Julià            | 6 - 1 | Deportivo La Massana     |  | 30 de mayo |
| Benito                | 2 - 3 | FC Santa Coloma          |  | 30 de mayo |
| Principat             | 5 - 1 | Encamp                   |  | 31 de mayo |

| 1. |